# Орловский, Николай Александрович
Николай Александрович Орловский (1870—не ранее 1917) — русский журналист, переводчик, писатель, издатель, предприниматель.
Вместе с братом Петром владел в Санкт-Петербурге магазином велосипедов и спортивных принадлежностей, при котором братья издавали журнал «Самокат» (впоследствии «Автомобильное дело»; 1894—1910). И магазин, и журнал братья унаследовали от отца, Александра Иванович Орловского.
Издавал книги, посвящённые популяризации спорта и техники, устройству автомобиля и аэроплана, в том числе в собственных переводах и со своими дополнениями.
Является автором юмористической научно-фантастической повести «Современный Мюльгаузен: Похождения самокатчика в Стране Колеса» (1903), в которой описывается вымышленная островная страна, подвергшаяся всеобщей «велосипедизации».

## Некоторые публикации
- Орловский Н. Пневматические шины в применении их к велосипедам и другим экипажам, описание различных систем шин, сборка и разборка их, способы починки и др. наставления. — СПб.: Журн. «Самокат», 1894. — 32 с.
- Орловский Н. Книга спорта : Зим. развлечения для юношества. — СПб.: т-во М.О. Вольф, 1902. — 56 с.
- [Орловский Н.] Современный Мюльгаузен: Похождения самокатчика в Стране Колеса. — СПб.: Типогр. ж. «Самокат», 1903. — 74 с.
- Орловский Н. Как устроена автомобильная коляска и её составные части : Сост. по фр. соч. Морис Сентюра с доб. многих описаний и черт. частей коляски и с доб. вклейн. листа с большими черт. остова коляски со всеми частями : Излож. общедоступ. — СПб.: Типогр. ж. «Самокат», 1910. — 117 с.
- Орловский Н. Как произвести ремонт автомобиля и мотоциклетки : Практ. указания : Переделано с фр. — СПб., 1912. — 32 с.
- Орловский Н. Бег на коньках : Крат. практ. руководство с указаниями для начинающих. — Петроград: т-во М.О. Вольф, 1914. — 18 с.
- Бежебе. Телеграф, телефон и телемеханика без проводов : Первоначальные понятия : Излож. общедоступ. / сост. Ник Орловский. — Петроград, 1917. — 124 с.